# Вроцлавский аэропорт имени Коперника
Вроцлавский аэропорт имени Коперника (пол. Port Lotniczy Wrocław im. Mikołaja Kopernika) — международный коммерческий аэропорт во Вроцлаве, на юго-западе Польши.
Аэропорт расположен примерно в 10 километрах от центра города; в нём базируются компании Ryanair (база oт 29.03.2012) и Wizz Air, LOT, EuroLOT, OLT Express, Lufthansa, Scandinavian Airlines System.
История аэропорта началась в 1930-е годы, когда было построено лётное поле для нужд немецкой армии. В то время он носил наименование Бреслау-Шёнгартен (нем. Breslau-Schöngarten). В феврале 1945 года аэропорт был занят советскими войсками. Гражданская авиация стала использовать поле с июня 1945 года.
С 1945 года назывался Вроцлав-Страховице (пол. Wrocław Strachowice). Имя Николая Коперника было присвоено аэропорту 6 декабря 2005 года.

## Новый терминал
11 марта 2012 года в аэропорту Вроцлав начал работу новый терминал, построенный к Евро 2012. Старый терминал с этого момента закрыт для пассажиров и используется для обслуживания частных самолетов, также в нём находятся: школа пилотов, магазин для пилотов, офисы авиакомпаний. За неделю до открытия нового терминала в аэропорту устроили день открытых дверей: можно было посетить любой уголок нового здания аэровокзала. Городские автобусы останавливаются у обоих терминалов.
В 2015 году аэропорт обслужил 2 320 015 пассажиров, что на 11% больше результатов 2014 года.